# Éliminatoires du Championnat d'Europe de football espoirs 2025
Navigation
Éliminatoires Euro espoirs 2023 Éliminatoires Euro espoirs 2027
Les Éliminatoires du Championnat d'Europe de football espoirs 2025 est une compétition masculine de moins de 21 ans de football qui détermine les 15 équipes rejoignant les coorganisateurs automatiquement qualifiés à savoir la Slovaquie lors de la phase finale du Championnat d'Europe de football espoirs 2025.
Hormis la Slovaquie, les 52 autres équipes nationales membres de l'UEFA ont participé à la compétition de qualification. Les joueurs nés le 1er janvier 2002 ou après sont éligibles pour participer.

## Format
La compétition de qualification comprendra les deux tours suivants :
- Phase de groupes : Les 52 équipes sont réparties en neuf groupes : sept groupes de six équipes et deux groupes de cinq équipes. Chaque groupe se joue dans un format de tournoi à la ronde aller-retour. Les neuf vainqueurs de groupe et les trois meilleurs deuxièmes (sans compter les résultats contre l'équipe classée sixième) se qualifient directement pour le tournoi final, tandis que les six autres deuxièmes se qualifient pour les barrages.
- Barrages : Les six équipes sont tirées au sort en quatre matches aller-retour pour déterminer les quatre dernières équipes qualifiées.

### Critères pour le classement des groupes
Lors de la phase de groupes de qualification, les équipes sont classées selon les points (3 points pour une victoire, 1 point pour un match nul, 0 point pour une défaite), et en cas d'égalité de points, ce qui suit des critères de départage sont appliqués, dans l'ordre indiqué, pour déterminer les classements (article 14.01 du Règlement):
En cas d’égalité de points de plusieurs équipes à l'issue des matchs de groupe, les critères suivants sont appliqués dans l'ordre indiqué pour établir leur classement :
1. Plus grand nombre de points obtenus dans les matches de groupe disputés entre les équipes concernées ;
2. Meilleure différence de buts dans les matches de groupe disputés entre les équipes concernées ;
3. Plus grand nombre de buts marqués dans les matches de groupe disputés entre les équipes concernées ;
4. Si, après l’application des critères 1) à 3), plusieurs équipes sont toujours à égalité, les critères 1) à 3) sont à nouveau appliqués exclusivement aux matches entre les équipes restantes afin de déterminer leur classement final. Si cette procédure ne donne pas de résultat, les critères 5) à 11) s’appliquent dans l'ordre indiqué aux équipes encore à égalité ;
5. Meilleure différence de buts générale ;
6. Plus grand nombre de buts marqués ;
7. Plus grand nombre de buts marqués à l'extérieur ;
8. Plus grand nombre de victoires ;
9. Plus grand nombre de victoires à l'extérieur ;
10. Meilleur classement du fair-play dans tous les matches du groupe (-1 point pour un carton jaune, -3 points pour deux cartons jaunes menant à un carton rouge, -3 points pour un carton rouge direct) ;
11. Classement au coefficient UEFA pour le tirage au sort de la phase de groupes.

Pour déterminer les trois meilleurs deuxièmes de la phase de groupes de qualification, les résultats contre les équipes à la sixième place sont ignorés. Les critères suivants sont appliqués (Règlement Article 15.02):
1. Plus grand nombre de points obtenus ;
2. Meilleure différence de buts générale ;
3. Plus grand nombre de buts marqués ;
4. Plus grand nombre de buts marqués à l'extérieur ;
5. Plus grand nombre de victoires ;
6. Plus grand nombre de victoires à l'extérieur;
7. Classement du fair-play dans tous les matches du groupe (-1 point pour un carton jaune, -3 points pour deux cartons jaunes menant à un carton rouge, -3 points pour un carton rouge direct) ;
8. Classement au coefficient UEFA pour le tirage au sort de la phase de groupes.

## Calendrier
| Tour             | Date de tirage au sort | Dates                           |
| ---------------- | ---------------------- | ------------------------------- |
| Phase de groupes | 2 février 2023         | 20 - 28 mars 2023               |
| Phase de groupes | 2 février 2023         | 12 - 20 juin 2023               |
| Phase de groupes | 2 février 2023         | 4 - 12 septembre 2023           |
| Phase de groupes | 2 février 2023         | 9 - 17 octobre 2023             |
| Phase de groupes | 2 février 2023         | 13 - 21 novembre 2023           |
| Phase de groupes | 2 février 2023         | 18 - 26 mars 2024               |
| Phase de groupes | 2 février 2023         | 2 - 10 septembre 2024           |
| Phase de groupes | 2 février 2023         | 7 - 15 octobre 2024             |
| Barrages         | Octobre 2024           | Match aller (11 novembre 2024)  |
| Barrages         | Octobre 2024           | Match retour (19 novembre 2024) |

## Phase de groupes

### Tirage au sort
| Chapeau 1 (têtes de série) | Chapeau 1 (têtes de série) | Chapeau 2            | Chapeau 2 | Chapeau 3 | Chapeau 3 | Chapeau 4          | Chapeau 4 | Chapeau 5   | Chapeau 5 | Chapeau 6   | Chapeau 6 |
| Espagne                    | 41.837                     | Croatie              | 31.828    | Norvège   | 27.872    | Bosnie-Herzégovine | 23.541    | Kosovo      | 20.451    | Malte       | 13.146    |
| Portugal                   | 40.130                     | Suisse               | 31.744    | Grèce     | 27.827    | Bulgarie           | 23.351    | Monténégro  | 19.301    | Arménie     | 13.131    |
| Allemagne                  | 39.668                     | Belgique             | 31.550    | Islande   | 26.481    | Hongrie            | 22.746    | Moldavie    | 19.051    | Luxembourg  | 11.860    |
| France                     | 37.887                     | Tchéquie             | 30.681    | Slovénie  | 25.716    | Turquie            | 22.481    | Lituanie    | 18.516    | Andorre     | 11.510    |
| Pays-Bas                   | 36.626                     | Pologne              | 30.489    | Israël    | 25.502    | Macédoine du Nord  | 22.152    | Îles Féroé  | 18.501    | Estonie     | 11.010    |
| Angleterre                 | 35.798                     | Ukraine              | 29.232    | Finlande  | 24.601    | Pays de Galles     | 21.317    | Chypre      | 18.407    | Gibraltar   | 8.935     |
| Danemark                   | 35.492                     | Suède                | 29.172    | Géorgie   | 24.442    | Biélorussie        | 21.014    | Kazakhstan  | 16.521    | Saint-Marin | 8.440     |
| Italie                     | 35.244                     | Autriche             | 28.862    | Serbie    | 24.126    | Irlande du Nord    | 20.771    | Azerbaïdjan | 15.111    |             |           |
| Roumanie                   | 32.414                     | République d'Irlande | 28.011    | Écosse    | 23.621    | Albanie            | 20.661    | Lettonie    | 14.591    |             |           |

Chaque groupe contenait une équipe de chacun des pots A à F (pots A à E pour un groupe de cinq équipes). Sur la base des décisions prises par le Panel d'urgence de l'UEFA, les équipes suivantes ne seraient pas tirées au sort dans le même groupe.
- Arménie et Azerbaïdjan
- Biélorussie et Ukraine
- Gibraltar et Espagne
- Bosnie-Herzégovine et Kosovo
- Kosovo et Serbie[4]

Toutes les équipes russes sont actuellement suspendues des compétitions de l'UEFA jusqu'à nouvel ordre conformément à la décision prise par le Comité exécutif de l'UEFA le 28 février 2022 et confirmée par le Tribunal arbitral du sport le 15 juillet 2022. La Russie n'est donc pas incluse dans l'édition 2023-25 du Championnat d'Europe de football espoirs.

### Groupes

#### Groupe A
| Rang | Équipe               | Pts | J  | G | N | P  | Bp | Bc | Diff |  | Résultats (▼ dom., ► ext.) |     |     |     |     |     |     |
| ---- | -------------------- | --- | -- | - | - | -- | -- | -- | ---- |  | -------------------------- | --- | --- | --- | --- | --- | --- |
| 1    | Italie               | 22  | 10 | 6 | 4 | 0  | 27 | 4  | +23  |  | Italie                     |     | 2-0 | 1-1 | 1-1 | 2-0 | 7-0 |
| 2    | Norvège              | 19  | 10 | 6 | 1 | 3  | 28 | 11 | +17  |  | Norvège                    | 0-3 |     | 3-2 | 5-1 | 7-0 | 4-0 |
| 3    | République d'Irlande | 19  | 10 | 5 | 4 | 1  | 24 | 12 | +12  |  | République d'Irlande       | 2-2 | 1-1 |     | 3-2 | 2-2 | 3-0 |
| 4    | Turquie              | 13  | 10 | 4 | 1 | 5  | 21 | 15 | +6   |  | Turquie                    | 0-2 | 2-0 | 0-1 |     | 3-0 | 5-0 |
| 5    | Lettonie             | 11  | 10 | 3 | 2 | 5  | 10 | 18 | -8   |  | Lettonie                   | 0-0 | 0-1 | 1-2 | 2-1 |     | 2-0 |
| 6    | Saint-Marin          | 0   | 10 | 0 | 0 | 10 | 1  | 51 | -50  |  | Saint-Marin                | 0-7 | 0-7 | 0-7 | 1-6 | 0-3 |     |

#### Groupe B
| Rang | Équipe     | Pts | J  | G | N | P  | Bp | Bc | Diff |  | Résultats (▼ dom., ► ext.) |     |     |     |     |     |     |
| ---- | ---------- | --- | -- | - | - | -- | -- | -- | ---- |  | -------------------------- | --- | --- | --- | --- | --- | --- |
| 1    | Espagne    | 28  | 10 | 9 | 1 | 0  | 28 | 5  | +23  |  | Espagne                    |     | 1-0 | 1-0 | 2-0 | 4-3 | 6-0 |
| 2    | Belgique   | 19  | 10 | 6 | 1 | 3  | 13 | 6  | +7   |  | Belgique                   | 1-1 |     | 0-2 | 0-1 | 1-0 | 3-1 |
| 3    | Écosse     | 16  | 10 | 5 | 1 | 4  | 19 | 11 | +8   |  | Écosse                     | 1-2 | 0-2 |     | 3-1 | 4-1 | 2-1 |
| 4    | Hongrie    | 16  | 10 | 5 | 1 | 4  | 12 | 8  | +4   |  | Hongrie                    | 0-1 | 0-1 | 0-0 |     | 2-0 | 2-1 |
| 5    | Kazakhstan | 9   | 10 | 3 | 0 | 7  | 13 | 24 | -11  |  | Kazakhstan                 | 0-4 | 0-3 | 3-2 | 0-3 |     | 4-1 |
| 6    | Malte      | 0   | 10 | 0 | 0 | 10 | 4  | 35 | -31  |  | Malte                      | 0-6 | 0-2 | 0-5 | 0-3 | 0-2 |     |

#### Groupe C
| Rang | Équipe            | Pts | J  | G  | N | P | Bp | Bc | Diff |  | Résultats (▼ dom., ► ext.) |     |     |     |     |     |     |
| ---- | ----------------- | --- | -- | -- | - | - | -- | -- | ---- |  | -------------------------- | --- | --- | --- | --- | --- | --- |
| 1    | Pays-Bas          | 30  | 10 | 10 | 0 | 0 | 32 | 3  | +29  |  | Pays-Bas                   |     | 3-1 | 3-0 | 5-0 | 3-0 | 1-0 |
| 2    | Géorgie           | 19  | 10 | 6  | 1 | 3 | 14 | 10 | +4   |  | Géorgie                    | 0-3 |     | 0-0 | 2-1 | 3-0 | 2-0 |
| 3    | Suède             | 17  | 10 | 5  | 2 | 3 | 25 | 10 | +15  |  | Suède                      | 2-4 | 3-2 |     | 0-1 | 4-0 | 9-0 |
| 5    | Macédoine du Nord | 12  | 10 | 4  | 0 | 6 | 8  | 15 | -7   |  | Macédoine du Nord          | 0-2 | 0-1 | 0-2 |     | 2-1 | 1-0 |
| 4    | Moldavie          | 7   | 10 | 2  | 1 | 7 | 7  | 20 | -13  |  | Moldavie                   | 0-3 | 0-1 | 0-0 | 2-1 |     | 1-2 |
| 6    | Gibraltar         | 3   | 10 | 1  | 0 | 9 | 3  | 31 | -28  |  | Gibraltar                  | 0-5 | 0-2 | 0-5 | 0-2 | 1-3 |     |

#### Groupe D
| Rang | Équipe    | Pts | J  | G | N | P | Bp | Bc | Diff |  | Résultats (▼ dom., ► ext.) |      |     |     |     |     |     |
| ---- | --------- | --- | -- | - | - | - | -- | -- | ---- |  | -------------------------- | ---- | --- | --- | --- | --- | --- |
| 1    | Allemagne | 26  | 10 | 8 | 2 | 0 | 35 | 10 | +25  |  | Allemagne                  |      | 3-1 | 2-1 | 0-0 | 4-1 | 2-0 |
| 2    | Pologne   | 22  | 10 | 7 | 1 | 2 | 24 | 10 | +14  |  | Pologne                    | 3-3  |     | 0-1 | 3-0 | 5-0 | 2-1 |
| 3    | Bulgarie  | 15  | 10 | 4 | 3 | 3 | 17 | 12 | +5   |  | Bulgarie                   | 2-3  | 1-3 |     | 1-1 | 6-0 | 1-0 |
| 4    | Kosovo    | 12  | 10 | 3 | 3 | 4 | 10 | 17 | -7   |  | Kosovo                     | 0-3  | 0-4 | 2-2 |     | 2-0 | 3-1 |
| 5    | Estonie   | 7   | 10 | 2 | 1 | 7 | 7  | 31 | -24  |  | Estonie                    | 1-10 | 0-1 | 1-1 | 3-1 |     | 1-0 |
| 6    | Israël    | 3   | 10 | 1 | 0 | 9 | 5  | 18 | -13  |  | Israël                     | 1-5  | 1-2 | 0-1 | 0-1 | 1-0 |     |

#### Groupe E
| Rang | Équipe     | Pts | J  | G | N | P | Bp | Bc | Diff |  | Résultats (▼ dom., ► ext.) |     |     |     |     |     |     |
| ---- | ---------- | --- | -- | - | - | - | -- | -- | ---- |  | -------------------------- | --- | --- | --- | --- | --- | --- |
| 1    | Roumanie   | 22  | 10 | 7 | 1 | 2 | 23 | 10 | +13  |  | Roumanie                   |     | 1-0 | 3-1 | 5-0 | 1-0 | 2-0 |
| 2    | Finlande   | 20  | 10 | 6 | 2 | 2 | 21 | 8  | +13  |  | Finlande                   | 2-0 |     | 1-2 | 4-1 | 2-1 | 6-0 |
| 3    | Suisse     | 18  | 10 | 5 | 3 | 2 | 21 | 12 | +9   |  | Suisse                     | 2-2 | 1-1 |     | 1-2 | 4-2 | 5-0 |
| 4    | Albanie    | 16  | 10 | 5 | 1 | 4 | 12 | 17 | -5   |  | Albanie                    | 3-2 | 0-0 | 1-3 |     | 2-0 | 1-0 |
| 5    | Monténégro | 7   | 10 | 2 | 1 | 7 | 8  | 19 | -11  |  | Monténégro                 | 2-6 | 1-2 | 0-2 | 1-0 |     | 0-0 |
| 6    | Arménie    | 2   | 10 | 0 | 2 | 8 | 2  | 21 | -19  |  | Arménie                    | 0-1 | 1-3 | 0-0 | 1-2 | 0-1 |     |

#### Groupe F
| Rang | Équipe          | Pts | J  | G | N | P | Bp | Bc | Diff |  | Résultats (▼ dom., ► ext.) |     |     |     |     |     |     |
| ---- | --------------- | --- | -- | - | - | - | -- | -- | ---- |  | -------------------------- | --- | --- | --- | --- | --- | --- |
| 1    | Angleterre      | 25  | 10 | 8 | 1 | 1 | 41 | 6  | +35  |  | Angleterre                 |     | 2-1 | 9-1 | 3-0 | 7-0 | 7-0 |
| 2    | Ukraine         | 24  | 10 | 8 | 0 | 2 | 20 | 7  | +13  |  | Ukraine                    | 3-2 |     | 2-1 | 1-0 | 4-0 | 1-0 |
| 3    | Serbie          | 16  | 10 | 5 | 1 | 4 | 13 | 18 | -5   |  | Serbie                     | 0-3 | 1-0 |     | 1-2 | 2-0 | 2-0 |
| 4    | Irlande du Nord | 11  | 10 | 3 | 2 | 5 | 10 | 10 | 0    |  | Irlande du Nord            | 0-0 | 1-2 | 1-2 |     | 0-1 | 5-0 |
| 5    | Luxembourg      | 8   | 10 | 2 | 2 | 6 | 6  | 23 | -17  |  | Luxembourg                 | 0-3 | 0-3 | 1-1 | 0-0 |     | 2-0 |
| 6    | Azerbaïdjan     | 3   | 10 | 1 | 0 | 9 | 4  | 30 | -26  |  | Azerbaïdjan                | 1-5 | 0-3 | 0-2 | 0-1 | 3-2 |     |

#### Groupe G
| Rang | Équipe      | Pts | J  | G | N | P | Bp | Bc | Diff |  | Résultats (▼ dom., ► ext.) |     |     |     |     |     |     |
| ---- | ----------- | --- | -- | - | - | - | -- | -- | ---- |  | -------------------------- | --- | --- | --- | --- | --- | --- |
| 1    | Portugal    | 27  | 10 | 9 | 0 | 1 | 33 | 6  | +27  |  | Portugal                   |     | 5-1 | 2-0 | 4-0 | 6-1 | 3-0 |
| 2    | Croatie     | 22  | 10 | 7 | 1 | 2 | 20 | 14 | +6   |  | Croatie                    | 0-2 |     | 3-2 | 2-1 | 2-0 | 2-0 |
| 3    | Grèce       | 17  | 10 | 5 | 2 | 3 | 16 | 10 | +6   |  | Grèce                      | 2-1 | 2-2 |     | 3-0 | 1-1 | 1-0 |
| 4    | Îles Féroé  | 10  | 10 | 3 | 1 | 6 | 11 | 24 | -13  |  | Îles Féroé                 | 1-3 | 2-4 | 0-4 |     | 1-0 | 2-2 |
| 5    | Biélorussie | 6   | 10 | 1 | 3 | 6 | 6  | 20 | -14  |  | Biélorussie                | 0-5 | 0-1 | 1-0 | 2-3 |     | 0-0 |
| 6    | Andorre     | 3   | 10 | 0 | 3 | 7 | 4  | 16 | -12  |  | Andorre                    | 1-2 | 0-3 | 0-1 | 0-1 | 1-1 |     |

#### Groupe H
| Rang | Équipe             | Pts | J | G | N | P | Bp | Bc | Diff |  | Résultats (▼ dom., ► ext.) |     |     |     |     |     |
| ---- | ------------------ | --- | - | - | - | - | -- | -- | ---- |  | -------------------------- | --- | --- | --- | --- | --- |
| 1    | Slovénie           | 17  | 8 | 5 | 2 | 1 | 13 | 7  | +6   |  | Slovénie                   |     | 0-4 | 1-0 | 2-0 | 3-0 |
| 2    | France             | 16  | 8 | 5 | 1 | 2 | 22 | 6  | +16  |  | France                     | 1-1 |     | 1-2 | 9-0 | 2-0 |
| 3    | Autriche           | 15  | 8 | 4 | 3 | 1 | 12 | 6  | +6   |  | Autriche                   | 1-1 | 2-0 |     | 2-2 | 2-0 |
| 4    | Chypre             | 5   | 8 | 1 | 2 | 5 | 7  | 23 | -16  |  | Chypre                     | 0-3 | 0-3 | 1-1 |     | 1-2 |
| 5    | Bosnie-Herzégovine | 3   | 8 | 1 | 0 | 7 | 5  | 17 | -12  |  | Bosnie-Herzégovine         | 1-2 | 1-2 | 0-2 | 1-3 |     |

#### Groupe I
| Rang | Équipe         | Pts | J | G | N | P | Bp | Bc | Diff |  | Résultats (▼ dom., ► ext.) |     |     |     |     |     |
| ---- | -------------- | --- | - | - | - | - | -- | -- | ---- |  | -------------------------- | --- | --- | --- | --- | --- |
| 1    | Danemark       | 17  | 8 | 5 | 2 | 1 | 18 | 8  | +10  |  | Danemark                   |     | 5-0 | 2-2 | 2-0 | 3-0 |
| 2    | Tchéquie       | 14  | 8 | 4 | 2 | 2 | 13 | 11 | +2   |  | Tchéquie                   | 0-0 |     | 1-1 | 4-1 | 3-0 |
| 3    | Pays de Galles | 14  | 8 | 4 | 2 | 2 | 13 | 11 | +2   |  | Pays de Galles             | 1-2 | 1-2 |     | 1-0 | 2-1 |
| 4    | Islande        | 9   | 8 | 3 | 0 | 5 | 9  | 14 | -5   |  | Islande                    | 4-2 | 2-1 | 1-2 |     | 0-2 |
| 5    | Lituanie       | 3   | 8 | 1 | 0 | 7 | 7  | 16 | -9   |  | Lituanie                   | 1-2 | 1-2 | 2-3 | 0-1 |     |

### Classement des équipes classées deuxièmes
Seuls les résultats des équipes classées deuxièmes contre les équipes classées première, troisième, quatrième et cinquième de leur groupe sont pris en compte, tandis que les résultats contre l'équipe classée sixième dans des groupes de six équipes ne sont pas inclus. En conséquence, huit matches disputés par chaque équipe classée deuxième sont comptés pour déterminer le classement. Les 3 équipes les mieux classées se qualifient directement pour le tournoi final, tandis que les autres équipes participent aux barrages.
| Rang  | Équipe   | Pts | J | G | N | P | Bp | Bc | Diff |
| ----- | -------- | --- | - | - | - | - | -- | -- | ---- |
| 1 (F) | Ukraine  | 18  | 8 | 6 | 0 | 2 | 16 | 7  | +9   |
| 2 (H) | France   | 16  | 8 | 5 | 1 | 2 | 22 | 6  | +16  |
| 3 (D) | Pologne  | 16  | 8 | 5 | 1 | 2 | 20 | 8  | +12  |
| 4 (G) | Croatie  | 16  | 8 | 5 | 1 | 2 | 15 | 14 | +1   |
| 5 (E) | Finlande | 14  | 8 | 4 | 2 | 2 | 12 | 7  | +5   |
| 6 (I) | Tchéquie | 14  | 8 | 4 | 2 | 2 | 13 | 11 | +2   |
| 7 (A) | Norvège  | 13  | 8 | 4 | 1 | 3 | 17 | 11 | +6   |
| 8 (B) | Belgique | 13  | 8 | 4 | 1 | 3 | 8  | 5  | +3   |
| 9 (C) | Géorgie  | 13  | 8 | 4 | 1 | 3 | 10 | 10 | 0    |

## Barrages
| Équipe   | Aller | Total           | Retour | Équipe   |
| -------- | ----- | --------------- | ------ | -------- |
| Finlande | 5 - 1 | 6 - 3           | 1 - 2  | Norvège  |
| Belgique | 0 - 2 | 1 - 3           | 1 - 1  | Tchéquie |
| Géorgie  | 1 - 0 | 3 - 3 7 - 6 tab | 2 - 3  | Croatie  |

## Liste des 16 qualifiés pour la phase finale
|    | Équipe     | Raison                                    | Date de qualification |
| -- | ---------- | ----------------------------------------- | --------------------- |
| 1  | Slovaquie  | Pays hôte                                 | 25 janvier 2023       |
| 2  | Pays-Bas   | Éliminatoires, groupe C - 1re place       | 9 septembre 2024      |
| 3  | Espagne    | Éliminatoires, groupe B - 1re place       | 10 septembre 2024     |
| 4  | Portugal   | Éliminatoires, groupe G - 1re place       | 11 octobre 2024       |
| 5  | Allemagne  | Éliminatoires, groupe D - 1re place       | 11 octobre 2024       |
| 6  | Danemark   | Éliminatoires, groupe I - 1re place       | 11 octobre 2024       |
| 7  | Angleterre | Éliminatoires, groupe F - 1re place       | 11 octobre 2024       |
| 8  | Ukraine    | Meilleurs deuxièmes de groupe - 1re place | 11 octobre 2024       |
| 9  | Roumanie   | Éliminatoires, groupe E - 1re place       | 15 octobre 2024       |
| 10 | Pologne    | Meilleurs deuxièmes de groupe - 3e place  | 15 octobre 2024       |
| 11 | Slovénie   | Éliminatoires, groupe H - 1re place       | 15 octobre 2024       |
| 12 | France     | Meilleurs deuxièmes de groupe - 2e place  | 15 octobre 2024       |
| 13 | Italie     | Éliminatoires, groupe A - 1re place       | 15 octobre 2024       |
| 14 | Finlande   | Vainqueur barrage 1                       | 19 novembre 2024      |
| 15 | Tchéquie   | Vainqueur barrage 2                       | 19 novembre 2024      |
| 16 | Géorgie    | Vainqueur barrage 3                       | 19 novembre 2024      |